# 新奥斯曼主义

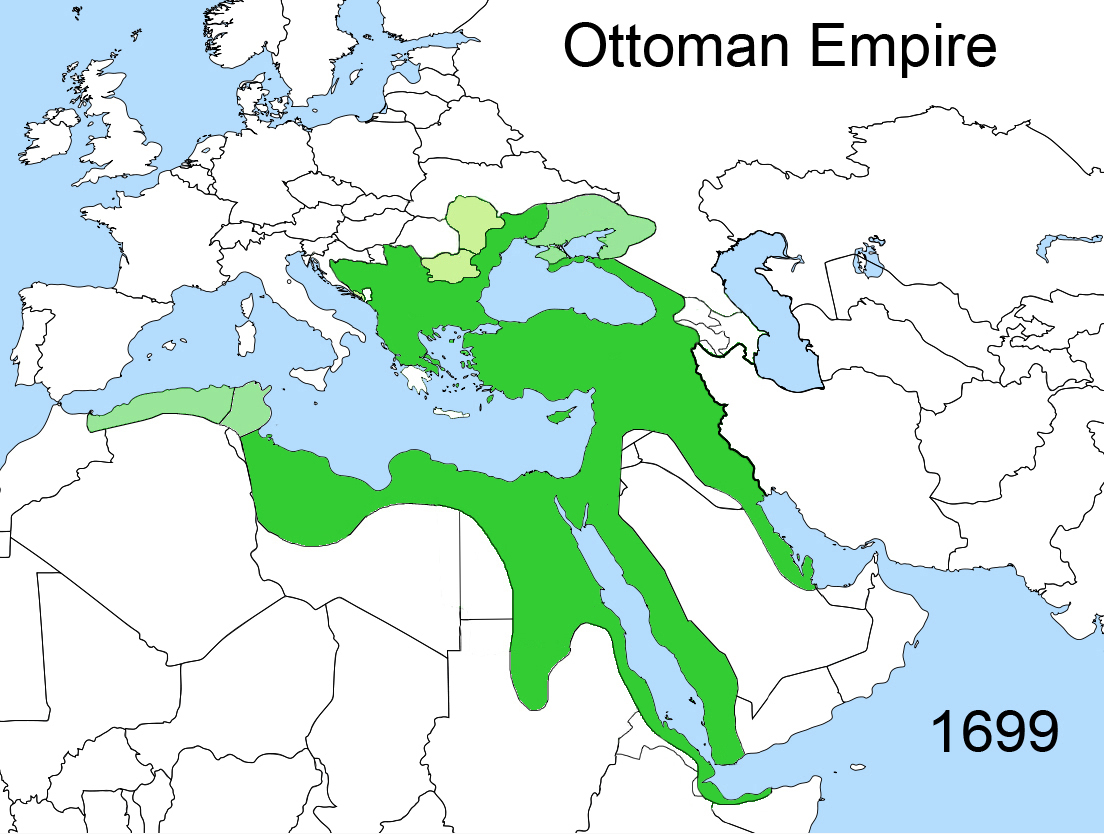
鄂圖曼帝國鼎盛時期疆域

新鄂圖曼主義（土耳其語：Yeni Osmanlıcılık）是一種土耳其的帝國主義政治意識形態，目的是促進土耳其在其前身鄂圖曼帝國(一個覆蓋了整個現代土耳其領土的帝國國家)所統治過的地區之範圍內，進行更廣泛的政治參與。
這個術語與雷傑普·塔伊普·艾爾多安對東地中海之鄰國：賽普勒斯、希臘、敘利亞、伊拉克，以及如利比亞和納戈爾諾-卡拉巴赫的統一主義、干涉主義、擴張主義之外交政策息息相關。然而，該用語被埃爾多安政府成員所否定，例如前外交部長艾哈邁德·達夫歐魯與國會議長穆斯塔法·森托普。

## 概述
該術語首次使用於1985年，大衛·巴查德在漆咸樓的報告中，指出「新鄂圖曼主義」可能會是土耳其政府未來採納的政策之一。在土耳其入侵賽普勒斯的時候，希臘也用了類似的說法。
到了21世紀時，該術語已經成為土耳其政治的國內趨勢，鄂圖曼的傳統與文化的復興，伴隨著正義與發展黨（土耳其語：Adalet ve Kalkınma Partisi，簡稱或）的崛起而浮上檯面。正義與發展黨對意識形態的影響，使得鄂圖曼文化的影響力更上一層樓，同時使土耳其的世俗主義與共和政體逐漸地被動搖。這些理想見證了正發黨外交政策即新鄂圖曼主義的復興。
現任土耳其总统雷傑普·塔伊普·埃爾多安除了把他的支持者跟世俗主義支持者（多為反對派）給區分開來，正義與發展黨所倡導的新鄂圖曼主義還成為了他們努力讓土耳其從議會制轉變成總統制之基礎。如此，他們便可建立起強大的中央集權，就跟當年的鄂圖曼時代一樣。因此，其反對者們紛紛表示艾爾多安的表現跟「鄂圖曼蘇丹」沒什麼兩樣。

## 歷史
新鄂圖曼主義已經被用來描述正義與發展黨領導下的土耳其外交政策，該黨在2002年在艾爾多安的領導下掌權，隨後他便成為總理。新鄂圖曼主義大幅度地翻轉了傳統的凱末爾主義之外交政策，後者強調向西方靠攏。圖爾古特·厄扎爾的諸多土耳其外交政策中，皆證實了該政策理念已經將傳統概念逐漸轉變，並為新鄂圖曼主義邁出了第一步。

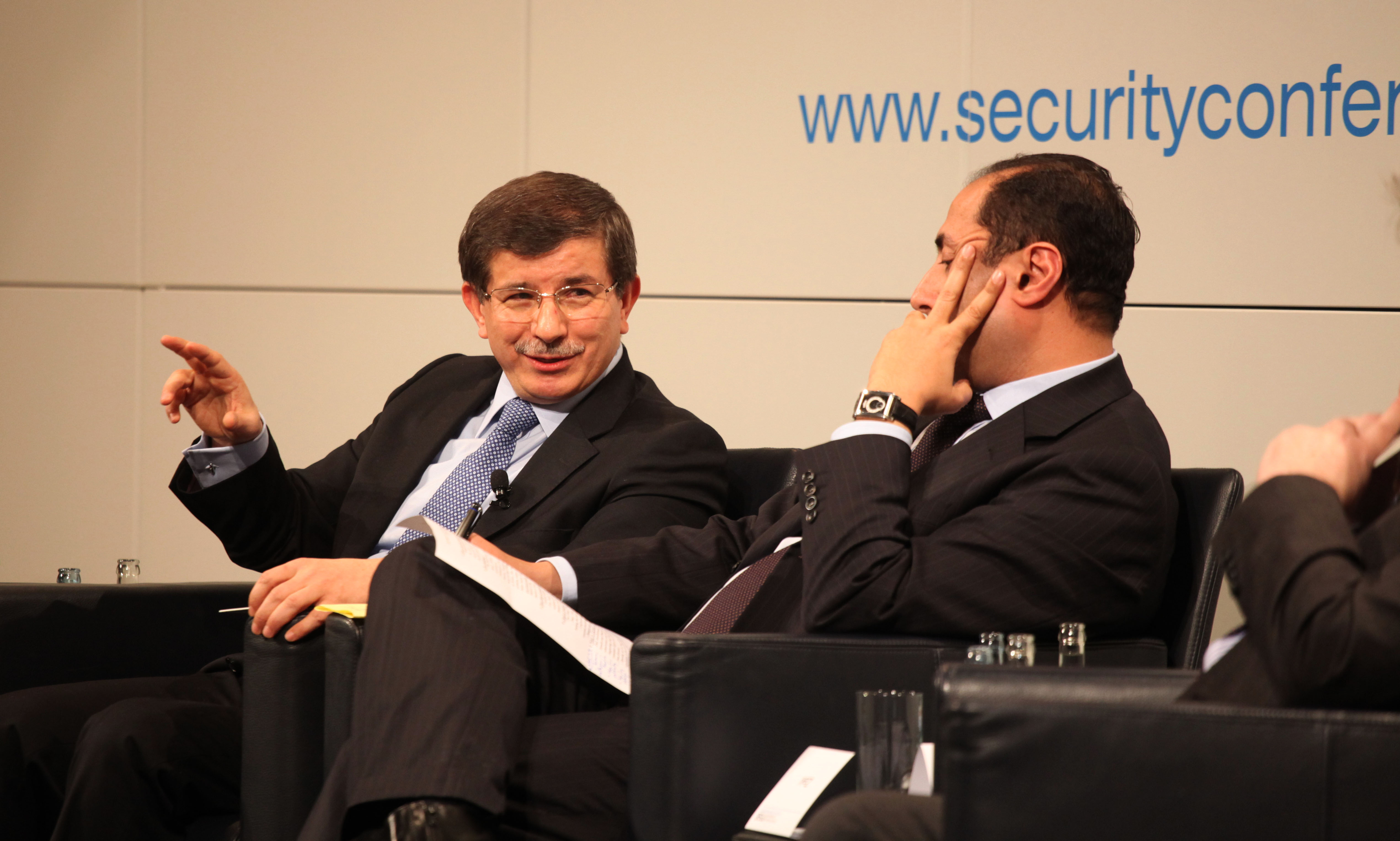
2010年的慕尼黑安全會議中，土耳其外交部長艾哈邁德·達夫歐魯與埃及外交部長高級顧問侯薩姆·扎基正在交談。

新鄂圖曼主義在宗教界有一定的基礎。法圖拉·居連：一位有一定影響力的伊斯蘭邪教領袖，著眼於轉變個人、社會與政治的活動，並完全接受土耳其民族主義──其定義特點是伊斯蘭教本身，而非國籍──和經濟新自由主義。同時，他強調土耳其和鄂圖曼帝國過去的連續性。他對整體國家和新自由主義的強調，是因為鄂圖曼帝國晚期的領土位置與性質不斷變化的遺產總和的累積，包括巴爾幹半島上，穆斯林與基督徒間的衝突，以及後來蘇聯的擴張與威脅。
鄂圖曼帝國是一個具有影響力的全球大國，在其鼎盛時期，其疆域至少涵蓋了整個巴爾幹半島與中東的大部分區域。隨著土耳其與日俱增的地區影響力驅使下，使得新鄂圖曼主義外交政策被使用在這些地區，次數逐漸增加。這一決策有助於改善土耳其與鄰國的關係，特別是敘利亞、伊拉克與伊朗。然而，土耳其與曾是土耳其盟友的以色列之關係卻因此受到影響，尤其是在2008-09年的加薩戰爭與2010年的加薩船隊衝突之後。
然而，於2009-2014年擔任土耳其外交部長和新外交政策「首席策定師」的艾哈邁德·達夫歐魯拒絕用「新鄂圖曼主義」一詞，來描述土耳其的新外交政策。

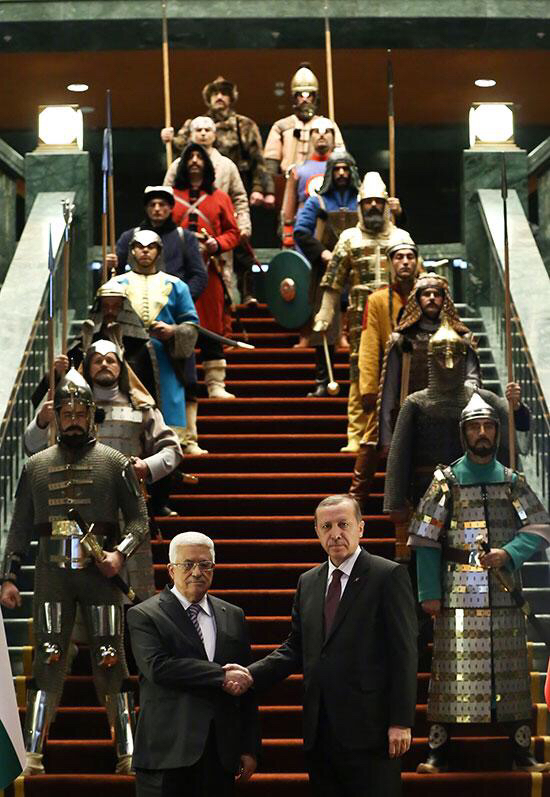
艾爾多安在艾爾多安總統府會見巴勒斯坦總統馬哈茂德·阿巴斯

土耳其的新外交政策引發了主要在西方媒體中的一場辯論，關於土耳其是否正在經歷「軸心轉移」；換句話說，他是否正在遠離歐洲，並向中東、亞洲靠攏。當土耳其跟以色列的緊張局勢升級後，此擔憂在西方媒體中更加頻繁地出現。當時的總統阿卜杜拉·莒內駁斥了土耳其已經改變其外交政策軸心的說法。
達夫歐魯致力於履行「與鄰國零問題」之原則來定義土耳其的外交政策，而非新鄂圖曼主義。其中，「軟實力」被認為是有用的方式之一。
作為新一任的總統，艾爾多安見證了鄂圖曼傳統的復興，他在新總統府使用了鄂圖曼風格的儀式來迎接巴勒斯坦總統馬哈茂德·阿巴斯，而衛兵之身著皆代表歷史上16個大突厥帝國之創開國君主的服裝。在擔任土耳其總理期間，艾爾多安的正義與發展黨多次提及了有關鄂圖曼帝國的事情，比如該黨會稱支持他的民眾為「鄂圖曼帝國的子孫」（Osmanlı torunu）。此舉被證明是具有爭議性的，因為這很明顯是對穆斯塔法·凱末爾創立的現代土耳其之共和性質進行公開反擊。2015年，艾爾多安曾發表聲明，他支持用鄂圖曼帝國的舊詞külliye，來代指「大學校園」，而非標準土耳其詞kampüs。因此許多反對者都批評艾爾多安想要成為鄂圖曼帝國的蘇丹，並放棄共和國該有的世俗與民主。美國哲學家諾姆·杭士基對此表示：「土耳其的艾爾多安基本上是在試圖創造像是鄂圖曼哈里發的東西，以他為哈里發國之最高領袖，同時去施壓、摧殘所剩無幾的土耳其民主。」 
2015年1月，當艾爾多安被提及這個問題時，他否認這些說法，並告訴TRT道，他的目標是擔任類似於英國女王伊麗莎白二世的角色，並解釋：「在我看來，即使是施行君主立憲的英國，其主導仍然在女王身上。」
2020年7月，在土耳其國務委員會決議取消內閣在1934年將阿亞索菲亞建立成博物館並撤銷紀念碑地位的決定後，艾爾多安下令將其重新歸類為清真寺。他表示，根據鄂圖曼帝國和土耳其的法律，1934年的那項法律是為非法，這是因為穆罕默德二世在統治期間便授予阿亞索菲亞為瓦合甫，並指定該地點是清真寺；支持該決定的支持者認為阿亞索菲亞是蘇丹的個人財產。這個重定向決定頗受爭議，並引起了反對派、聯合國教科文組織、普世教會協會、教廷與其他國家領導人的譴責。2020年8月，他還簽署了將科拉教堂的管理權移交給宗教事務處的行政命令，並將其作為清真寺，開放信眾禮拜。 該建築最初被鄂圖曼人改造成清真寺，後來1934年時被當時的政府指定為博物館。

## 外部連結
- M. Hakan Yavuz, Nostalgia for the Empire: The Politics of Neo-Ottomanism （页面存档备份，存于）. Oxford University Press, Oxford, 2020. ISBN 9780197512289.
- Alexander Murinson, Turkish Foreign Policy in the 21st Century: Neo-Ottomanism and the Strategic Depth Doctrine. I. B. Tauris, 2020. ISBN 9781784532406
- Darko Tanasković, Neo-ottomanism: A Doctrine and Foreign Policy Practice. Association of Non-Governmental Organisations of Southeast Europe-CIVIS, 2013. ISBN 9788690810352
- Kubilay Yado Arin, The AKP's Foreign Policy, Turkey's Reorientation from the West to the East? Wissenschaftlicher Verlag Berlin, Berlin 2013. ISBN 9 783865 737199.
- Graham E. Fuller, The New Turkish Republic: Turkey as a Pivotal State in the Muslim World, United States Institute of Peace Press, 2007. ISBN 9781601270191
- Arestakes Simavoryan, Ideological Trends in the Context of Foreign Policy of Turkey （页面存档备份，存于）. Europe & Orient, no. 11 (55-62), 2010.